# Municipio de Badiraguato
El municipio de Badiraguato es uno de los 20 municipios en que se encuentra dividido el estado mexicano de Sinaloa; se encuentra localizado al noreste del estado y en la región de la Sierra Madre Occidental. Su cabecera municipal es el pueblo homónimo.

## Escudo
El escudo de Badiraguato fue realizado por el pintor Miguel Ángel Velázquez Tracy.  Fue declarado escudo oficial a partir de 1978. El significado en su conjunto es el siguiente: la banda de gules que troncha el escudo con las huellas de pies, simbolizan el paso de las tribus nahoas por el solar sinaloense.
El águila explayada de bronce representa a la patria mexicana que cubre y protege al escudo de Sinaloa y por ende a Badiraguato. El cielo de su color es el horizonte dilatado por México. Las llamas son imágenes de los movimientos liberatorios que culminaron con los estatutos jurídicos de 1857 y 1917.
El primer cuartel en sable, simboliza la oscuridad de la prehistoria con la figura del río Badiraguato como único testigo. El segundo cuartel con fondo de oro, refiere el movimiento que removió el ánimo de los primeros descubridores de estas tierras, buscadores del precioso metal y el pendón morado de Castilla, astado con una lanza caída; el árbol en forma de cruz y la fecha de 1605, que simbolizan la verdadera conquista del Valle de Badiraguato. El tercer cuartel en sinople con figuras de los cerros y el pico y la pala, establece la única fuente de vida durante la colonia para la región: las minas. El último cuartel representa la fuente de trabajo por medio de una construcción semi-barroca de ladrillo y una golondrina en vuelo.

## Geografía
El municipio de Badiraguato se encuentra localizado en la zona noreste del estado de Sinaloa, gran parte de su territorio es surcado por la Sierra Madre Occidental que hace intrincado su territorio, sus coordenadas geográficas extremas son 25° 03' - 26° 09' de latitud norte y 106° 57' - 107° 48' de longitud oeste y su altitud fluctúa entre 100 y 2800 metros sobre el nivel del mar, tiene una extensión territorial de 5 864 kilómetros cuadrados que equivalen al 10% de la superficie total de Sinaloa y es por tanto el segundo municipio más extenso del estado.
Limita al noroeste con el municipio de Sinaloa, al oeste y suroeste con el municipio de Mocorito y al sureste con el municipio de Culiacán, al este limita con el estado de Durango, en particular con el municipio de Tamazula y al noreste con el municipio de Guadalupe y Calvo del estado de Chihuahua.

### Orografía

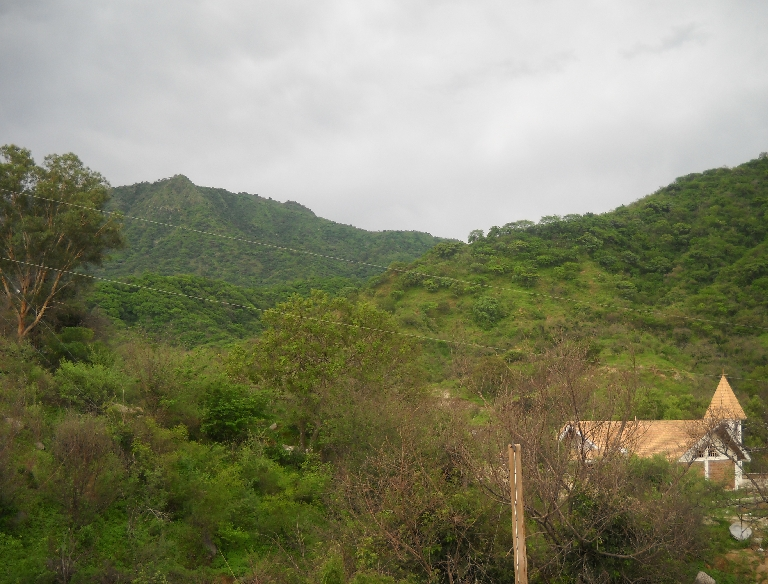
Sierra de Huixiopa

En el sur de su territorio el municipio presenta una configuración de lomeríos suaves con altitudes variables entre 200 y 600 metros; de la parte central hacia el norte, el terreno empieza a elevarse y presentarse más accidentado hasta adentrarse en el macizo montañoso de la Sierra Madre Occidental en los linderos con el estado de Chihuahua. En esta parte se encuentran las sierras de Agua Blanca, Capirato, Santiago, Potrero, Surutato y de Huixiopa.
Los suelos del municipio corresponden a los periodos cenozoico, terciario y mesozoico. Los tipos de suelo predominante son: litosol, en la parte central hacia el norte y occidente; luvisol, en el extremo occidental del municipio; cambisol, en el sureste; feozem, en el norte y suroeste, y regosol, en el sur. La mayor parte del territorio se dedica a la ganadería, con grandes áreas destinadas a la agricultura de temporal.

### Hidrografía
Constituyen sus recursos hidrológicos el río Badiraguato, que nace en la porción occidental del municipio y lo forman los arroyos del Huejote y Santa Cruz. Corre al este desde el estado de Durango y penetra en el municipio por su parte sudoriental; su principal afluente en el municipio es el arroyo de Bamopa, y de menor importancia son los arroyos San Luis Gonzaga, Los Viejitos, Lobitos y San José del Oro.
Tanto el río Badiraguato como el Humaya forman con su caudal la Presa Adolfo López Mateos, ubicada en los municipios de Badiraguato y Culiacán. Por otra parte, en las localidades de Agua Caliente y La Huerta de los Ríos existen afloraciones de aguas sulfurosas termales.

### Clima y ecosistemas
Las partes centro y sur del municipio representan un clima cálido subhúmedo, con lluvias en verano. De la parte central del municipio hacia el norte el clima se caracteriza por ser templado semicálido subhúmedo, con lluvias en verano. La temperatura media anual del municipio es de 24.5 °C con mínimas de 2 °C y máximas de 44.5 °C.  Son frecuentes las heladas en las zonas más altas y es el uno de pocos municipios sinaloenses que presenta nevadas en invierno. La precipitación pluvial media es de 698.9 milímetros al año, los vientos dominantes se orientan en dirección noroeste y su velocidad es de dos metros por segundo.
La vegetación predominante es selva baja caducifolia con áreas reducidas de bosques de encino y pino-encino hacia la parte noroeste del municipio. La fauna se encuentra constituida, principalmente, por conejo, coyote, ardilla, zorra gris, venado cola blanca, puma, jabalí y escorpión.

## Demografía

### Población
En el municipio de Badiraguato, que en los siglos XVI y XVII perteneció a la provincia de Culiacán, habitaron dos grupos de indígenas importantes:
La nación Tebaca, que ocupó parte del territorio correspondiente al río Humaya, hasta colindar con los sinaloas, así como con los acaxees, que dominaban la parte colindante con el estado de Durango; habitaban en Badiraguato, Morirato, Noyaquito, Batacomito, Alicama, Cariatapa, Otatillos y Guaténipa, este grupo se alimentaba de la caza, con pescados del río, cultivaron maíz, frijol, calabaza, chile, etc.  Los Tebacas fueron el grupo indígena que habitaron con mayor proporción el municipio de Badiraguato.
El otro grupo importante fue los Pacaxes, un grupo de la provincia de Culiacán que habitaban corriente arriba del río Humaya y en Cariatapa; vivían en las faldas de los cerros, este grupo practicaba la agricultura.
Habitaron también pero en menor proporción los indios acaxees, que fueron un grupo aborígenes que se separó de los nahuas en su peregrinación, al llegar a las riberas del río Humaya remontaron corriente arriba. Sus casas las hacían pequeñas de piedras superpuestas, ripiadas con barro, sembraban maíz, frijol, calabaza, recolectaban frutas silvestres como zapotes y guamúchiles.
Al igual que los acaxees, pero en la sierra tarahumara de Badiraguato habitaron los indios tarahumaras, de los cuales en la actualidad existen descendientes directos que habitan esta parte del municipio, en cuevas o en chozas pequeñas.
Es posible que al igual que los tarahumaras, existan en la actualidad descendientes directos de los indios tebacas en las rancherías de Morirato, Cariatapa y Gauténipa, así como en sus alrededores.

### Evolución demográfica
Badiraguato es una alcaldía, que de 1930 a 1970 manifestó un dinamismo demográfico relativamente lento, para posteriormente acelerar significativamente su crecimiento poblacional.
En 1930, el municipio estaba habitado por 22 mil 258 personas, monto que se incrementó anualmente en un 1.8% hasta alcanzar en 1940 una población de 26 mil 505 habitantes.
En la década de los cuarenta se caracterizó por una atenuación en la dinámica demográfica (0.4 anual), por tal efecto en 1950 el territorio albergaba a 27 mil 615 personas.
En el transcurso de la década de los cincuenta la población aumentó a un promedio del 0.2% anual, por lo que al dar inicio los sesenta, Badiraguato registró una población de 28 mil 138 habitantes.
Para el siguiente decenio, el municipio retomó la tasa media anual de crecimiento del 0.4% experimentada en los cuarenta, este índice le permitió alcanzar un nivel de 29 mil 252 habitantes en el año de 1970.  Dicha recuperación se hace más notable a mediados de los setenta por un 3.0% de crecimiento por año que se tradujo en una población de 39 mil 170 personas en el año de 1980.
Tal comportamiento ha conducido a que Badiraguato reduzca su perspectiva de duplicar su población en 23 años, cuando en la década anterior se calculó que requería de 175 años  para presentarse este fenómeno.
En el año 2000 el municipio tenía con una población aproximada de 42,032 habitantes y en el 2005 contaba con un total de 32,295 habitantes.
Y en el censo del 2010, mostró que el municipio de Badiraguato tenía una población de 29,999 habitantes.

### Localidades
El municipio de Badiraguato tiene un total de 581 localidades; las principales y su población en 2010 son las que a continuación se enlistan:
| Localidad                    | Población (2010) |
| ---------------------------- | ---------------- |
| Badiraguato                  | 3 725            |
| Surutato                     | 869              |
| San José del Llano           | 722              |
| Temeapa                      | 623              |
| Otatillos                    | 506              |
| San Nicolás del Sitio        | 483              |
| Batopita                     | 478              |
| El Varejonal                 | 395              |
| La Otra Banda de Badiraguato | 388              |
| Huixiopa                     | 387              |
| La Tuna                      | 105              |
| Total municipio              | 29 999           |

## Política
El gobierno del municipio de Badiraguato le corresponte al Ayuntamiento que se encuentra formado por el presidente municipal y el cabildo que lo forman seis regidores electos por mayoría y cuatro regidores electos por el principio de representación proporcional, todos son electos por voto popular, directo y secreto para un periodo de tres años no reelegibles de manera continua pero si para periodos alternados y entran a ejercer su cargo el día 1 de enero del año siguiente a su elección.

### Subdivisión administrativa
El municipio de Badiraguato tiene como cabecera municipal a la ciudad de Badiraguato, una Alcaldía central y 15 sindicaturas:
- El Varejonal
- Ciénega de los Lara
- Cortijos de Guaténipa
- Otatillos
- Higueras de Teófilo Álvarez Borboa
- San Nicolás del Sitio
- Santiago de los Caballeros
- San Javier
- San José del Llano
- Huixiopa
- San Luis Gonzaga
- Potrero de Bejarano
- Surutato
- Santa Rita
- Tameapa

### Representación legislativa
Para la elección de diputados locales al Congreso de Sinaloa y de diputados federales a la Cámara de Diputados, Badiraguato se encuentra integrado en los siguientes distritos electorales:
Local:
- XI Distrito Electoral Local de Sinaloa con cabecera en Badiraguato.[6]

Federal:
- I Distrito Electoral Federal de Sinaloa con cabecera en la ciudad de El Fuerte.[7]